# Bulgarije op de Olympische Winterspelen 1952
Tijdens de Olympische Winterspelen van 1952, die in Oslo (Noorwegen) werden gehouden, nam Bulgarije voor de derde keer deel.

## Deelnemers en resultaten

### Alpineskiën
| Olympiër         | Discipline       | Resultaat | Prestatie                              |
| ---------------- | ---------------- | --------- | -------------------------------------- |
| Dimitri Atanasov | slalom (m)       | r1: 60e   | 2e run niet startgerechtigd 1.18,7+dns |
| Georgi Dimitrov  | afdaling (m)     | 30e       | 2.49,9 (+19,1)                         |
| Georgi Dimitrov  | reuzenslalom (m) | 53e       | 2.59,5 (+34,5)                         |
| Georgi Dimitrov  | slalom (m)       | dq        | diskwalificatie 1.07,0+dq              |
| Dimitar Drazhev  | afdaling (m)     | 39e       | 2.55,6 (+24,8)                         |
| Dimitar Drazhev  | reuzenslalom (m) | 72e       | 3.17,6 (+52,6)                         |
| Dimitar Drazhev  | slalom (m)       | r1: 45e   | 2e run niet startgerechtigd 1.10,1+dns |
| Georgi Mitrov    | afdaling (m)     | 64e       | 3.44,5 (+1.13,7)                       |
| Georgi Mitrov    | reuzenslalom (m) | 65e       | 3.07,4 (+42,4)                         |
| Georgi Mitrov    | slalom (m)       | r1: 69e   | 2e run niet startgerechtigd 1.22,8+dns |

### Langlaufen
| Olympiër                                            | Discipline        | Resultaat | Prestatie                            |
| --------------------------------------------------- | ----------------- | --------- | ------------------------------------ |
| Boris Stoev                                         | 18 km (m)         | 42e       | 1:11.46 (+10.12)                     |
| Vasil Gruev                                         | 18 km (m)         | 49e       | 1:12.43 (+11.09)                     |
| Ivan Staykov                                        | 18 km (m)         | 50e       | 1:12.47 (+11.13)                     |
| Petar Nikolov                                       | 18 km (m)         | 60e       | 1:14.35 (+13.01)                     |
| Hristo Donchev                                      | 50 km (m)         | 25e       | 4:30.35 (+57.02)                     |
| Ivan Staykov Petar Kovachev Vasil Gruev Boris Stoev | 4x10 km estafette | dnf       | opgave (40.27 / 41.16 / 41.24 / dnf) |

Argentinië · Australië · België · Bulgarije · Canada · Chili · Denemarken · Duitsland · Finland · Frankrijk · Griekenland · Groot-Brittannië · Hongarije · IJsland · Italië · Japan · Joegoslavië · Libanon · Nederland · Nieuw-Zeeland · Noorwegen · Oostenrijk · Polen · Portugal · Roemenië · Spanje · Tsjecho-Slowakije · Verenigde Staten · Zweden · Zwitserland